# Manchones
Manchones ist ein spanischer Ort und eine Gemeinde (municipio) mit nur noch 96 Einwohnern (Stand: 2024) im Süden der Provinz Saragossa in der Autonomen Gemeinschaft Aragonien. Die Gemeinde gehört zur bevölkerungsarmen Serranía Celtibérica.

## Lage und Klima
Manchones liegt ca. 100 km (Fahrtstrecke) südwestlich der Provinzhauptstadt Saragossa in einer Höhe von ca. 755 m am Río Jiloca.
Ein jährlicher Niederschlag von 448 mm hat ein gemäßigtes Klima zur Folge.

## Bevölkerungsentwicklung
| Jahr      | 1970 | 1981 | 1991 | 2001 | 2011 | 2021 |
| Einwohner | 303  | 186  | 168  | 153  | 141  | 104  |

## Sehenswürdigkeiten
- Kirche Bekehrung des Paulus aus dem 16. Jahrhundert (Iglesia de la Conversión de San Pablo)
- Kapelle der Jungfrau von Pilar aus dem 18. Jahrhundert

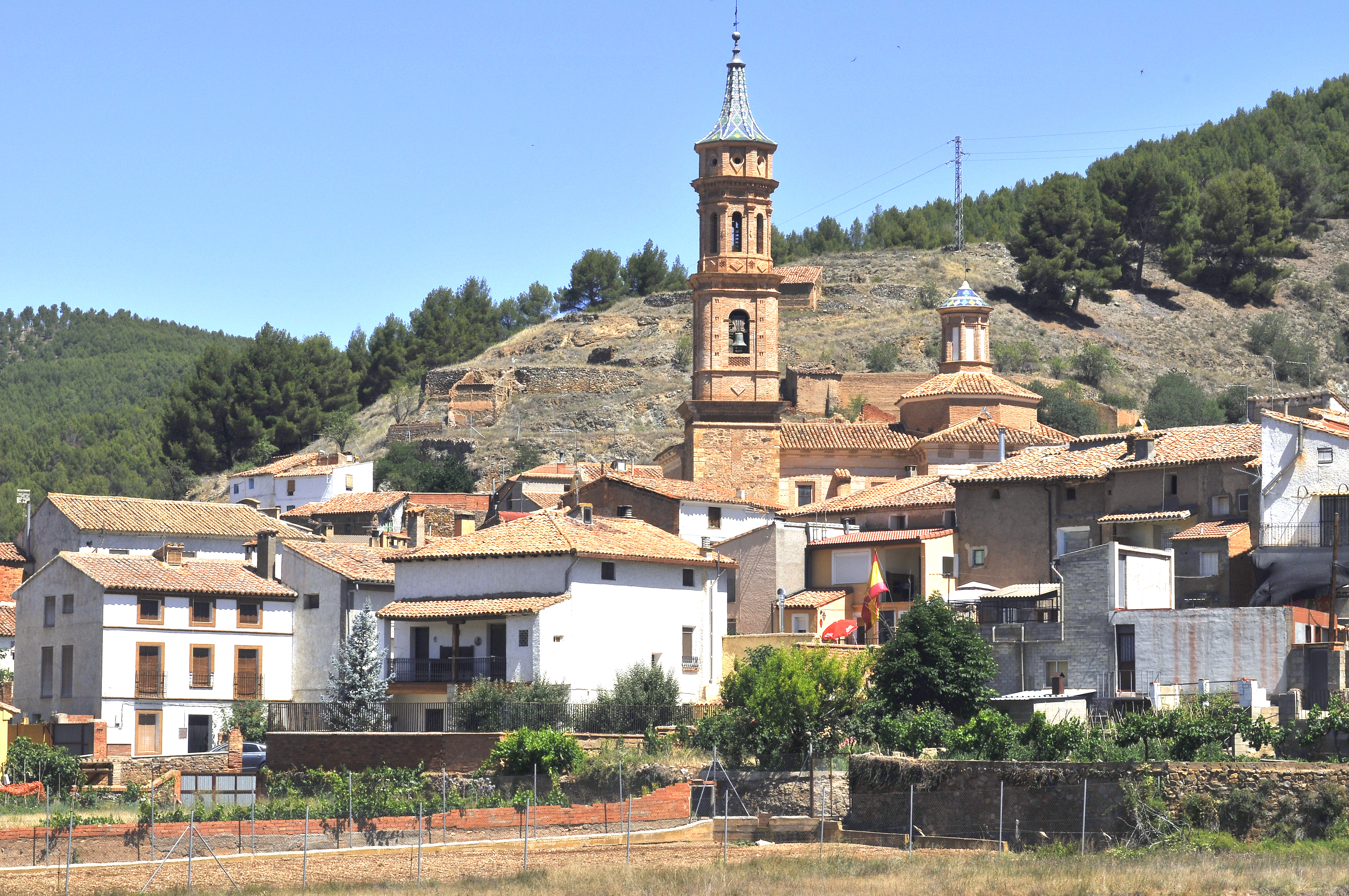
Kirche Bekehrung des Paulus